# 24414 Anzhenhosp
24414 Anzhenhosp este o planetă minoră (asteroid), cu un diametru de 10,01 km, din centura de asteroizi. A fost descoperită pe 13 ianuarie 2000 la Xinglong Station⁠(d) de Beijing Schmidt CCD Asteroid Program⁠(d) și a fost numită după Beijing Anzhen Hospital⁠(d). 
Obiectul prezintă o orbită caracterizată de o semiaxă mare de 2,611474 UAi, o excentricitate de 0,1384756, o înclinație de 15,3928 ° în raport cu ecliptica.